# HPFS
HPFS, High Performance File System är ett filsystem utvecklat av Microsoft för OS/2, kodnamnet var Pinball. Filsystemet underhölls och utvecklades vidare av IBM efter att Microsoft drog sig ur OS/2-projektet.
HPFS stöddes av tidiga versioner av Windows NT, det har sedan ersatts av NTFS på Windowsplattformen och JFS på OS/2.
IBM utvecklade också en serverversion av HPFS, HPFS386, som användes i Lan Server-produkterna. HPFS386 hade stöd för accesskontroll på filnivå, något HPFS aldrig hade.